# جانفرانکو مارتین
جانفرانکو مارتین (انگلیسی: Gianfranco Martin؛ زادهٔ ۱۵ فوریهٔ ۱۹۷۰)، اسکی‌باز آلپاین اهل ایتالیا است.